# أنطون سافين
أنطون سافين (بالأوكرانية: Савін Антон Васильович)‏ هو لاعب كرة قدم أوكراني في مركز الدفاع، ولد في 7 فبراير 1990 في مدينة تشيركاسي في أوكرانيا. لعب مع نادي بوكوفينا تشيرنوفتسي.

## وصلات خارجية
- أنطون سافين على موقع اتحاد أوكرانيا (الإنجليزية)
- أنطون سافين على موقع قاعدة بيانات كرة القدم.إي يو (الإنجليزية)
- أنطون سافين على موقع Soccerway.com (الإنجليزية)